# Sing-A-Longs and Lullabies for the Film Curious George
Sing-A-Longs and Lullabies for the Film Curious George é o álbum da trilha sonora de Jack Johnson e alguns amigos feito para o filme de 2006 Curious George. Junto com Johnson, o álbum contém participações de Adam Topol, Ben Harper, G. Love, Kawika Kahiapo, Matt Costa, Merlo Podlewski e Zach Gill. O álbum foi lançado em 7 de fevereiro de 2006, chegando ao topo das paradas de sucesso da Billboard Top 200, vendendo 149 mil cópias na estréia e também chegou ao topo das paradas da Austrália (ARIA) em sua estréia.
Este álbum foi a primeira trilha sonora a chegar ao topo das paradas desde a trilha sonora do filme Bad Boys II Soundtrack em agosto de 2003 e também foi a primeira trilha sonora de um filme animado a chegar ao topo das paradas da Billboard 200 desde a trilha sonora de Pocahontas em julho de 1995.
O álbum já vendeu mais de 3 milhões de cópias pelo mundo desde fevereiro de 2006.[carece de fontes?]

## Faixas
Todas as letras escritas por Jack Johnson, com exceção de algumas. 
| N.º | Título                                                              | Duração |  |
| 1.  | "Upside Down"                                                       | 3:30    |  |
| 2.  | "Broken"                                                            | 3:57    |  |
| 3.  | "People Watching"                                                   | 3:23    |  |
| 4.  | "Wrong Turn"                                                        | 3:09    |  |
| 5.  | "Talk of the Town" (featuring Kawika Kahiapo)                       | 3:26    |  |
| 6.  | "Jungle Gym" (G. Love)                                              | 2:27    |  |
| 7.  | "We're Going to Be Friends" (Jack White)                            | 2:24    |  |
| 8.  | "The Sharing Song" (Zach Gill, Adam Topol)                          | 2:48    |  |
| 9.  | "The 3 R's" (Adaptado de "Three Is a Magic Number" por Bob Dorough) | 2:57    |  |
| 10. | "Lullaby" (Matt Costa)                                              | 2:49    |  |
| 11. | "With My Own Two Hands" (Ben Harper)                                | 3:07    |  |
| 12. | "Questions"                                                         | 4:12    |  |
| 13. | "Supposed to Be"                                                    | 2:59    |  |

## Posições nas paradas
| Ano  | Paradas de sucesso                   | Posição |
| ---- | ------------------------------------ | ------- |
| 2006 | Austrália ARIA Albums Chart          | 1       |
| 2006 | Canadá Nielson Sounscan Albums Chart | 1       |
| 2006 | Estados Unidos Billboard 200         | 1       |

## Certificações
| Críticas profissionais | Críticas profissionais |
| Avaliações da crítica  | Avaliações da crítica  |
| Fonte                  | Avaliação              |
| ---------------------- | ---------------------- |
| Allmusic               | [ 1 ]                  |
| Rolling Stone          | [ 2 ]                  |

| País           | Certificador | Certificação |
| -------------- | ------------ | ------------ |
| Austrália      | ARIA         | Platina      |
| Brasil         | ABPD         | Platina      |
| Japão          | RIAJ         | Ouro         |
| Reino Unido    | BPI          | Ouro         |
| Estados Unidos | RIAA         | Platina      |

## Pessoal
- Jack Johnson – vocal, guitarra, ukulele
- Adam Topol – bateria
- Merlo Podlewski – baixo
- Zach Gill – vocal, keys
- Ben Harper – vocal, guitarra
- Garrett Dutton – vocals, guitarra, harmónica
- Matt Costa – vocal, guitarra
- Kawika Kahiapo – guitarra
- Crianças do backing vocal – Baillie, Kayla, Jaclyn, Torin, John, Noa, Kona, Moe, Thatcher, Brooke, Tahnei